# Armada de Blainville-Boisbriand
L'Armada de Blainville-Boisbriand est un club de hockey sur glace de Blainville-Boisbriand dans la province de Québec au Canada. Depuis 2011, le club évolue dans la Ligue de hockey junior Maritimes Québec, ligue de hockey junior faisant partie de la Ligue canadienne de hockey. L'Armada se situe à Boisbriand, auparavant ils étaient situés à Saint-Jean de Terre-Neuve puis à Montréal.

## Historique
La franchise voit le jour quand la province de Terre-Neuve-et-Labrador se voit accorder une équipe dans la Ligue de hockey junior majeur du Québec. Les Fog Devils de Saint-Jean sont alors créés en 2005 mais en 2008, la franchise est relocalisée à Montréal et devient le Club de hockey junior de Montréal.
Après seulement trois saisons, le club est acheté par des associés menées par Joël Bouchard. Au nombre de ses associés se trouvent des joueurs de la Ligue nationale de hockey tel que Daniel Brière, Jean-Sébastien Giguère et Ian Laperrière ; Pierre Gendron complète le groupe d'actionnaires. À eux cinq, ils détiennent 30 % du club alors que la compagnie québécoise Québecor détient les 70 % restants.
Le 12 juillet 2011, Joël Bouchard annonce que l'équipe se nommera l'Armada et dévoile les couleurs et le logotype de la nouvelle équipe.
En 2017, l'équipe se rend pour la première fois en finale de la Coupe du Président. Mais perd 4-0 contre les Sea Dogs de Saint-Jean.
En 2018, l'équipe atteint la finale pour une 2e saison consécutive. Toutefois, elle s'incline en 6 parties contre le Titan d'Acadie-Bathurst.

## Résultats
| Saison    | PJ | V  | D  | N | DP | DTB | BP  | BC  | Pts | Classement                     | Séries éliminatoires       |
| --------- | -- | -- | -- | - | -- | --- | --- | --- | --- | ------------------------------ | -------------------------- |
| 2011-2012 | 68 | 40 | 22 | - | 4  | 2   | 258 | 219 | 86  | 1er de la division Telus Ouest | Éliminés au 2e tour        |
| 2012-2013 | 68 | 41 | 19 | - | 2  | 6   | 272 | 182 | 90  | 1er de la division Telus Ouest | Éliminés au 3e tour        |
| 2013-2014 | 68 | 41 | 17 | - | 5  | 5   | 243 | 196 | 92  | 2e de la division Telus Ouest  | Éliminés au 3e tour        |
| 2014-2015 | 68 | 41 | 18 | - | 2  | 7   | 244 | 185 | 91  | 1er de la division Ouest       | Éliminés au 1er tour       |
| 2015-2016 | 68 | 26 | 32 | - | 8  | 2   | 171 | 201 | 62  | 4e de la division Ouest        | Éliminés au 2e tour        |
| 2016-2017 | 68 | 43 | 19 | - | 4  | 2   | 224 | 171 | 92  | 2e de la division Ouest        | Défaite en finale          |
| 2017-2018 | 68 | 50 | 11 | - | 4  | 3   | 276 | 184 | 107 | 1er de la division Ouest       | Défaite en finale          |
| 2018-2019 | 68 | 26 | 40 | - | 2  | 0   | 196 | 270 | 54  | 3e de la division Ouest        | Éliminés au 1er tour       |
| 2019-2020 | 63 | 32 | 27 | - | 2  | 2   | 212 | 219 | 68  | 1er de la division Ouest       | Séries annulées (Covid-19) |
| 2020-2021 | 32 | 18 | 10 | - | 4  | 0   | 133 | 118 | 40  | 1er de la division Telus Ouest | Éliminés au 2e tour        |
| 2021-2022 | 68 | 30 | 29 | - | 5  | 4   | 225 | 259 | 69  | 2e de la division Ouest        | Éliminés au 2e tour        |
| 2022-2023 | 68 | 22 | 37 | - | 6  | 3   | 206 | 261 | 53  | 2e de la division Ouest        | Éliminés au 1er tour       |
| 2023-2024 | 68 | 31 | 31 | - | 4  | 2   | 214 | 230 | 68  | 2e de la division Ouest        | Éliminés au 1er tour       |